# Ернст Баумайстер
Ернст Баумайстер (нім. Ernst Baumeister, нар. 22 січня 1957, Відень) — австрійський футболіст, півзахисник.
Насамперед відомий виступами за клуби «Аустрія» (Відень) та «Адміра-Ваккер», а також національну збірну Австрії.
Восьмиразовий чемпіон Австрії, чотириразовий володар Кубка країни. 

## Клубна кар'єра
Народився 22 січня 1957 року у Відні. Вихованець футбольної школи клубу «Вінерфельд».
У дорослому футболі дебютував 1974 року виступами за команду клубу «Аустрія» (Відень), в якій провів тринадцять сезонів, взявши участь у 330 матчах чемпіонату. Більшість часу, проведеного у складі віденської «Аустрії», був основним гравцем команди, разом з якою вісім разів вигравав національну першість Австрії.
Своєю грою за цю команду привернув увагу представників тренерського штабу клубу «Адміра-Ваккер», до складу якого приєднався 1987 року. Відіграв за цю команду наступні два сезони своєї ігрової кар'єри. Граючи у складі «Адміри-Ваккер» також здебільшого виходив на поле в основному складі команди.
У 1990 році захищав кольори команди клубу «Кремсер».
Завершив професійну ігрову кар'єру у клубі ЛАСК (Лінц), за команду якого виступав протягом 1990—1992 років.

## Виступи за збірну
1978 року дебютував в офіційних матчах у складі національної збірної Австрії. Протягом кар'єри у національній команді, яка тривала 11 років, провів у формі головної команди країни 39 матчів, забивши 1 гол.
У складі збірної був учасником чемпіонату світу 1978 року в Аргентині, чемпіонату світу 1982 року в Іспанії.

## Титули і досягнення
- Чемпіон Австрії (8):

«Аустрія» (Відень): 1975–76, 1977–78, 1978–79, 1979–80, 1980–81, 1983–84, 1984–85, 1985–86
- Володар Кубка Австрії (4):

«Аустрія» (Відень): 1976–77, 1979–80, 1981–82, 1985–86